# Batman: The Brave and the Bold
Batman: The Brave and the Bold (engl. Batman: Der Tapfere und der Kühne) ist eine US-amerikanische Zeichentrickserie, welche auf den The Brave and the Bold Comics basiert. Anders als in den Comics ist Batman der zentrale Held der Serie, welcher meist von anderen Helden und auch Schurken des DC-Universums unterstützt wird.

## Handlung
Die Episoden der Serie schicken Batman und mindestens einen weiteren Helden des DC-Universums in den Kampf gegen einen Schurken oder um ein Verbrechen aufzudecken. Für jede Staffel wird ein Schurke in den Mittelpunkt gestellt und ein längerer Handlungsstrang zieht sich durch die Staffel bis zum Finale in der jeweiligen letzten Folge. In der ersten Staffel war ein solcher Schurke Equinox, in der zweiten der außerirdische Seestern Starro. Jede Folge beginnt mit einer kurzen Szene, in der Batman bereits mit einem anderen Helden gegen einen klassischen Schurken kämpft, danach folgt der Vorspann zur Folge. Diese Szenarien haben jedoch meist nichts mit der Handlung der eigentlichen Folge zu tun.
Die Produzenten der Serie haben sich dafür entschieden, Batman mit weniger bekannten DC-Helden in den Mittelpunkt zu stellen, welche auch in den 1970ern in den The Brave and the Bold Comics auftauchten, wie Green Arrow, Wildcat und Plastic Man. Außerdem wurde es vermieden, Bruce Wayne, Batmans Alter Ego, einen Auftritt in der Serie zu geben, in der Folge Die Farbe der Rache kann man ihn aber als Silhouette zusammen mit Dick Grayson, Robins Alter Ego, sehen. Es treten mitunter auch Figuren aus der Literatur, oder auch real existierende Personen auf, wie z. B. Sherlock Holmes und Dr. Watson, König Artus und Merlin, oder der Rote Baron Freiherr Manfred von Richthofen.
Während der San Diego Comic Con 2010 wurde angekündigt, dass man die Serie nach ihrer dritten Staffel beenden wolle, um sich wieder einer etwas düstereren Batman-Serie zuzuwenden.

## Synchronisation
Die deutsche Fassung der Serie wird in Berlin bei SDI Media produziert.
| Rolle                     | englischer Sprecher      | deutscher Sprecher                                |
| ------------------------- | ------------------------ | ------------------------------------------------- |
| Batman                    | Diedrich Bader           | Jaron Löwenberg                                   |
| Helden                    |                          |                                                   |
| Aquaman                   | John DiMaggio            | Klaus-Dieter Klebsch                              |
| Bat Mite                  | Paul Reubens             | Tim Sander                                        |
| Blue Beetle (Jaime Reyes) | Will Friedle             | Jan Makino                                        |
| Green Arrow               | James Arnold Taylor      | Robin Kahnmeyer                                   |
| Plastic Man               | Tom Kenny                | Boris Tessmann                                    |
| Red Tornado               | Corey Burton             | Stefan Gossler                                    |
| Robin                     | Jeremy Shada             | Hannes Maurer                                     |
| Schurken                  |                          |                                                   |
| Baby Face                 | Tom Kenny                | Tilo Schmitz                                      |
| Black Manta               | Kevin Michael Richardson | Reinhard Kuhnert                                  |
| Clock King                | Dee Bradley Baker        | Uwe Büschken (Staffel 1) Lutz Schnell (Staffel 2) |
| Equinox                   | Oded Fehr                | Gerald Schaale                                    |
| Gentleman Ghost           | Greg Ellis               | Till Hagen                                        |
| Gorilla Grodd             | John DiMaggio            | Reinhard Scheunemann                              |
| Joker                     | Jeff Bennett             | Michael Iwannek                                   |
| Music Meister             | Neil Patrick Harris      | Carsten Lepper                                    |
| Pinguin                   | Stephen Root             | Michael Pan                                       |
| Riddler                   | John Michael Higgins     | Stefan Krause                                     |

## Episodenliste
Die deutsche Erstausstrahlung der ersten Staffel fand im Pay-TV auf Cartoon Network statt. 2 Wochen später startete die Serie am 20. Februar 2010 im Free-TV bei Kabel Eins. Die zweite Staffel startet am 23. Juli 2012 ebenfalls wie schon die erste Staffel im Pay-TV bei Cartoon Network. Die dritte Staffel wurde vom 1. April bis 15. April 2014 auf ProSieben Maxx in deutscher Erstausstrahlung ausgestrahlt.
| Episode   | Deutscher Titel                   | Erstausstrahlung (DE) | Originaltitel                     | Erstausstrahlung (USA) |
| --------- | --------------------------------- | --------------------- | --------------------------------- | ---------------------- |
| 01 (1-01) | Ein Held wird geboren             | 8. Februar 2010       | Rise of the Blue Beetle!          | 14. November 2008      |
| 02 (1-02) | Insel der Affen                   | 9. Februar 2010       | Terror on Dinosaur Island!        | 21. November 2008      |
| 03 (1-03) | Das Böse unter dem Meer           | 10. Februar 2010      | Evil Under the Sea!               | 5. Dezember 2008       |
| 04 (1-04) | Das Verbrechen macht keine Ferien | 11. Februar 2010      | Invasion of the Secret Santas!    | 12. Dezember 2008      |
| 05 (1-05) | Der Tag des dunklen Ritters       | 12. Februar 2010      | Day Of The Dark Knight!           | 2. Januar 2009         |
| 06 (1-06) | Die Outsiders                     | 15. Februar 2010      | Enter the Outsiders!              | 9. Januar 2009         |
| 07 (1-07) | Tote leben länger                 | 16. Februar 2010      | Dawn of the Dead Man!             | 16. Januar 2009        |
| 08 (1-08) | Das Erbe des Blue Beetle          | 17. Februar 2010      | Fall of the Blue Beetle!          | 23. Januar 2009        |
| 09 (1-09) | Die Reise ins Innere von Batman   | 18. Februar 2010      | Journey to the Center of the Bat! | 30. Januar 2009        |
| 10 (1-10) | Der Wille zählt                   | 19. Februar 2010      | The Eyes of Despero!              | 6. Februar 2009        |
| 11 (1-11) | Das Totem                         | 22. Februar 2010      | Return of the Fearsome Fangs!     | 20. Februar 2009       |
| 12 (1-12) | Die Liga der Ungerechten          | 23. Februar 2010      | Deep Cover for Batman!            | 27. Februar 2009       |
| 13 (1-13) | Pakt mit dem Joker                | 24. Februar 2010      | Game Over for Owlman!             | 6. März 2009           |
| 14 (1-14) | Mysterium im All                  | 25. Februar 2010      | Mystery in Space!                 | 13. März 2009          |
| 15 (1-15) | Die Prüfungen des Dämonen         | 26. Februar 2010      | Trials of the Demon!              | 20. März 2009          |
| 16 (1-16) | Die Nacht von Huntress            | 1. März 2010          | Night of the Huntress!            | 8. Mai 2009            |
| 17 (1-17) | Conqueror Cavemans Bedrohung      | 2. März 2010          | Menace of the Conqueror Caveman!  | 15. Mai 2009           |
| 18 (1-18) | Die Farbe der Rache               | 3. März 2010          | The Color of Revenge!             | 22. Mai 2009           |
| 19 (1-19) | Die Legende des Dark Mite         | 4. März 2010          | Legends of the Dark Mite!         | 29. Mai 2009           |
| 20 (1-20) | Hail dem Tornado Tyrant           | 5. März 2010          | Hail the Tornado Tyrant!          | 5. Juni 2009           |
| 21 (1-21) | Duell der Falschspieler           | 8. März 2010          | Duel of the Double Crossers!      | 12. Juni 2009          |
| 22 (1-22) | Die letzte Fledermaus auf Erden   | 9. März 2010          | The Last Bat on Earth!            | 19. Juni 2009          |
| 23 (1-23) | Omac greift an                    | 10. März 2010         | When OMAC Attacks!                | 16. Oktober 2009       |
| 24 (1-24) | Das Chaos des Music Meisters      | 12. März 2010         | Mayhem of the Music Meister!      | 23. Oktober 2009       |
| 25 (1-25) | Im Inneren der Outsiders          | 15. März 2010         | Inside the Outsiders!             | 6. November 2009       |
| 26 (1-26) | Das Schicksal von Equinox         | 11. März 2010         | The Fate of Equinox!              | 13. November 2009      |

| Episode   | Deutscher Titel                               | Erstausstrahlung (DE) | Originaltitel                                | Erstausstrahlung (USA) |
| --------- | --------------------------------------------- | --------------------- | -------------------------------------------- | ---------------------- |
| 27 (2-01) | Mongul hinters Licht geführt                  | 25. Juli 2012         | Death Race to Oblivion!                      | 20. November 2009      |
| 28 (2-02) | Der lange Arm des Gesetzes                    | 23. Juli 2012         | Long Arm of the Law!                         | 11. Dezember 2009      |
| 29 (2-03) | Die Rache der Reach                           | 24. Juli 2012         | Revenge of the Reach!                        | 1. Januar 2010         |
| 30 (2-04) | Aquamans unglaubliches Abenteuer              | 26. Juli 2012         | Aquaman's Outrageous Adventure!              | 8. Januar 2010         |
| 31 (2-05) | Das goldene Zeitalter der Gerechtigkeit       | 27. Juli 2012         | The Golden Age of Justice!                   | 15. Januar 2010        |
| 32 (2-06) | Die Bewährungsprobe                           | 1. August 2012        | Sidekicks Assemble!                          | 22. Januar 2010        |
| 33 (2-07) | Der Zusammenstoß der Metal Men                | 30. Juli 2012         | Clash of the Metal Men!                      | 29. Januar 2010        |
| 34 (2-08) | Die gespaltene Persönlichkeit                 | 31. Juli 2012         | A Bat Divided!                               | 5. Februar 2010        |
| 35 (2-09) | Der Super-Batman von Planet X                 | 2. August 2012        | The Super-Batman of Planet X!                | 26. März 2010          |
| 36 (2-10) | Die Macht von Shazam                          | 3. August 2012        | The Power of Shazam!                         | 2. April 2010          |
| 37 (2-11) | In der Kälte der Nacht                        | 6. August 2012        | Chill of the Night!                          | 9. April 2010          |
| 38 (2-12) | Gorillas unter uns                            | 7. August 2012        | Gorillas in Our Midst!                       | 16. April 2010         |
| 39 (2-13) | Starros Invasion, Teil 1                      | 8. August 2012        | The Siege of Starro! Part One                | 17. September 2010     |
| 40 (2-14) | Starros Invasion, Teil 2                      | 9. August 2012        | The Siege of Starro! Part Two                | 24. September 2010     |
| 41 (2-15) | Schuldgefühle                                 | 16. August 2012       | Requiem for a Scarlet Speedster!             | 1. Oktober 2010        |
| 42 (2-16) | Die letzte Patrouille                         | 13. August 2012       | The Last Patrol!                             | 8. Oktober 2010        |
| 43 (2-17) | Die Maske von Matches Malone                  | 14. August 2012       | The Mask of Matches Malone!                  | -                      |
| 44 (2-18) | Die Bedrohung der Madniks                     | 15. August 2012       | Menace of the Madniks!                       | 15. Oktober 2010       |
| 45 (2-19) | Joker der Imperator                           | 16. August 2012       | Emperor Joker!                               | 22. Oktober 2010       |
| 46 (2-20) | Die Kreuz-und-Quer-Verschwörung               | 17. August 2012       | The Criss Cross Conspiracy!                  | 29. Oktober 2010       |
| 47 (2-21) | Die Plage der Prototypen                      | 20. August 2012       | The Plague of the Prototypes!                | 5. November 2010       |
| 48 (2-22) | Kampf für die Freiheit                        | 21. August 2012       | Cry Freedom Fighters!                        | 12. November 2010      |
| 49 (2-23) | Die Ritter von morgen                         | 22. August 2012       | The Knights of Tomorrow!                     | 19. November 2010      |
| 50 (2-24) | Darkseid steigt ab                            | 28. September 2012    | Darkseid Descending!                         | 3. Dezember 2010       |
| 51 (2-25) | Batmite präsentiert: Batmans seltsamste Fälle | 24. August 2012       | Bat-Mite Presents: Batman’s Strangest Cases! | 1. April 2011          |
| 52 (2-26) | Der böse Mr. Mind                             | 27. August 2012       | The Malicious Mr. Mind!                      | 8. April 2011          |

| Episode   | Deutscher Titel                   | Erstausstrahlung (DE) | Originaltitel                    | Erstausstrahlung (USA) |
| --------- | --------------------------------- | --------------------- | -------------------------------- | ---------------------- |
| 53 (3-01) | Rotes Kryptonit                   | 1. April 2014         | Battle of the Superheroes!       | 15. April 2011         |
| 54 (3-02) | Der Joker weint                   | 2. April 2014         | Joker: The Vile and Villainous!  | 22. April 2011         |
| 55 (3-03) | Dunkler Hunger                    | 3. April 2014         | The Shadow of the Bat!           | 29. April 2011         |
| 56 (3-04) | Batman in Gips                    | 4. April 2014         | Night of the Batmen!             | 16. September 2011     |
| 57 (3-05) | Invasion der Zamaronen            | 6. April 2014         | Scorn of the Star Sapphire!      |                        |
| 58 (3-06) | Alle Zeit der Welt                | 7. April 2014         | Time Out for Vengeance!          | 23. September 2011     |
| 59 (3-07) | Einmal Superheld, immer Superheld | 8. April 2014         | Sword of the Atom!               | 30. September 2011     |
| 60 (3-08) | Narrensicher                      | 9. April 2014         | Triumvirate of Terror!           | 7. Oktober 2011        |
| 61 (3-09) | Gefangen im Eis                   | 10. April 2014        | Bold Beginnings!                 | 14. Oktober 2011       |
| 62 (3-10) | Captain Atom                      | 11. April 2014        | Powerless!                       | 21. Oktober 2011       |
| 63 (3-11) | Die Ersten und die Besten         | 13. April 2014        | Crisis 22,300 Miles Above Earth! | 18. November 2011      |
| 64 (3-12) | Viermal Helden                    | 14. April 2014        | Four Star Spectacular!           | 28. Oktober 2011       |
| 65 (3-13) | Gute Nacht, Batman                | 15. April 2014        | Mitefall!                        | 4. November 2011       |

## DVD-Veröffentlichung
Die komplette erste Staffel wurde von Warner Home Video in Deutschland auf 6 Einzel-DVDs mit je 4 bis 5 Episoden veröffentlicht.